# Mecsekpölöske
Mecsekpölöske là một thị trấn thuộc hạt Baranya, Hungary. Thị trấn này có diện tích 7,31 km², dân số năm 2010 là 441 người, mật độ 60 người/km².